# Hollows
Hollows ist eine Metalcore-/Deathcore-Band aus Linköping.

## Geschichte
Hollows wurde 2009 von den Musikern Mikael Lindhe (Gesang), Albin Johansson (Gitarre, cleaner Gesang), Oscar Randevik (Gitarre, Begleitgesang), Robin Ågren (Bass, Begleitgesang) und Jakob Söderberg (Schlagzeug) in der schwedischen Stadt Linköping ins Leben gerufen.
Am 19. September 2010 spielte die Gruppe auf dem „Monsterstage“, einem mehrtägigen Festival, bei dem über 100 Bands und Solomusiker aller Genres auftreten. Hollows spielte bereits mit Embrace Elijah, My Autumn, Walking with Strangers, Her Bright Skies (Karamell Festivalen) und Urma Sellinger.
Die Gruppe gibt inzwischen Konzerte in ganz Schweden. So spielte die Band bereits unter anderem in Örebro, Västerås, Kalmar, Göteborg, Jönköping und Norrköping.
Am 18. Mai 2011 erschien das Debütalbum der Band unter dem Titel Fortified. Es wurde als normale CD, als Special Edition und als Download veröffentlicht. Produziert wurde es von Frontsänger Mikael Lindhe. Zuvor erschien am 1. Mai 2011 die erste Single Leaves samt Musikvideo. Später wurde mit Aftermath die zweite Single herausgebracht. Auch zu diesem Song erschien ein Musikvideo.
Im Juli 2011 verließ Schlagzeuger Jakob Söderberg die Gruppe, da er ein Studium plante. Im August wurde mit David Wikingsson ein neuer Schlagzeuger gefunden. Am 20. Juni 2012 wird die EP „Tunnel Bright“ erscheinen.

## Diskografie

### Singles
- 2011: Leaves
- 2011: Aftermath
- 2011: They Coming for Us

### EPs
- 2012: Tunnel Bright Part I
- 2012: Tunnel Bright Part II

### Alben
- 2011: Fortified